# B'nai B'rith

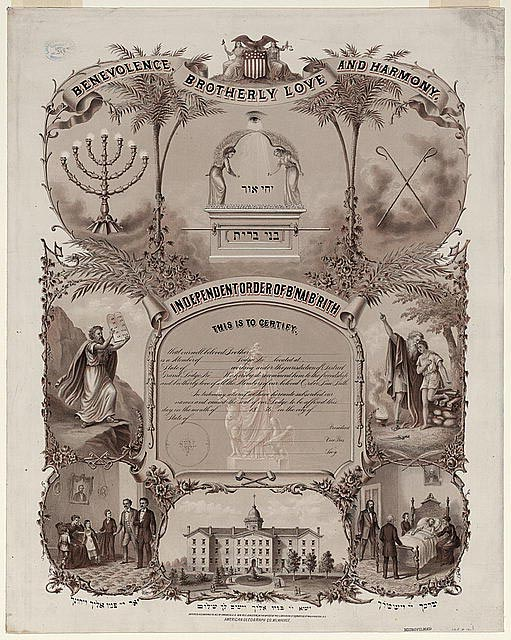
B'nai B'rith, certificado de membresía en 1876.

B'nai B'rith, literalmente Hijos de la Alianza, Hijos del Pacto o Hijos de la Luz (en hebreo בני ברית), es una organización judía con un sistema de filiales, con una sede mundial en Washington D. C., una sede en Bruselas y varias sedes en distintos países de América Latina y Europa.

## Etimología
B’nai viene de la raíz hebraica Ben que significa “hijo” pero que puede significar también “príncipe, habitante, comunidad, discípulo”. En cuanto a B’rith, que originalmente tenía el sentido de trozo de animal en los sacrificios rituales, derivó luego en el de “tratado, alianza, promesa”. La expresión completa significa por lo tanto: los Hijos de la Alianza, Hijos del Pacto, Hijos de la Luz o Miembros de la Unión.

## Historia
La B'nai B'rith es una organización no gubernamental (ONG) de carácter filantrópico y orientada hacia los derechos humanos y la asistencia social. Fue fundada en la ciudad de Nueva York por Henry Jones y otras once personas el 13 de octubre de 1843. Comenzó sus tareas afirmando que se iba a dedicar a ayudar a los más desvalidos, los enfermos, las viudas y los huérfanos. Jones y sus compañeros tenían el ideal de establecer una organización judía que promoviera «los más altos ideales de altruismo y superación intelectual del judaísmo» y que estuviera libre de «todo vestigio dogmático o doctrinario».
En 1868 publicó un manifiesto con sus principios: todos los hombres son hermanos ante dios, hijos de un solo dios único, con derechos humanos inalienables, cuyas relaciones sociales deben estar dictadas por el amor y la compasión y no solo por la ley, y deben respetar y priorizar la caridad universal, la fraternidad y la filantropía.
En el año 1913 la organización fundó la Liga Antidifamación en los Estados Unidos.
Su sede mundial está en la ciudad de Washington D. C., tiene una subsede europea en la ciudad de Bruselas y varias sedes en distintos países de América Latina.
Es la más antigua y más grande organización de servicio judía con filiales en todo el mundo. Fue la primera organización judía en adquirir estatus de ONG ante la Organización de Estados Americanos. Cuenta con alrededor de medio millón de afiliados, en más de sesenta países.
En 1975 participó en el boicot turístico a México. Esto, tras el impulso de los países árabes, y con el apoyo del bloque soviético y del Movimiento de Países No Alineados, para considerar al sionismo como una forma de racismo durante la Conferencia del Año de la Mujer en la Ciudad de México, y la posterior adopción de la resolución 3379 por parte de la Asamblea General de la ONU, de carácter declarativo y no vinculante, que lo hacía equiparable al apartheid sudafricano (72 votos a favor, 35 en contra y 32 abstenciones). En conjunto con otras organizaciones judías estadounidenses, en 1975 el B'nai B'rith anunció la suspensión de sus viajes a México y Acapulco y no los reanudó hasta tener diversas reuniones con altos mandatarios mexicanos y estadounidenses para discutir la postura mexicana. Tendrían que pasar casi veinte años para que en 1991 la resolución 46/86 de la Asamblea General de la ONU revocara la determinación de 1975.
Desde 1990 se admiten mujeres como miembros de pleno derecho y existen filiales masculinas y femeninas, filiales de juventud y de profesiones, como, por ejemplo, la filial de abogados que se encuentra en Broward County, Florida.
A través de la fundación Hillel Internacional, patrocina la educación judía y colabora con las necesidades económicas, religiosas y culturales de los estudiantes universitarios judíos. A través de otros programas realiza ayuda comunitaria a personas necesitadas y en situación de vulnerabilidad. Donan dinero y medicamentos en casos de inundaciones u otros desastres naturales.
La organización tiene representación en las Naciones Unidas a través de su pertenencia a la Junta de Coordinación de Organizaciones Judías.

## Misión
La menorá judía de siete brazos simboliza sus siete principios: «Fraternidad, Benevolencia, Armonía, Paz, Verdad, Luz y Justicia».
Su objetivo es la lucha contra el racismo y la xenofobia —incluyendo el antisemitismo y la enseñanza del Holocausto— y la ayuda humanitaria a nivel mundial, especialmente en situaciones de catástrofes naturales.
Esta ONG, además de apoyar a diversas instituciones filantrópicas, patrocina la obra social en Israel, lleva a cabo un amplio programa de servicio y bienestar de la comunidad en los países en los que se encuentra y apoya económicamente a hospitales de los mismos, en especial ayudando a víctimas de desastres naturales.
Se ocupa tanto de los derechos civiles y de los abusos contra la libertad individual y ciudadana en las dictaduras y estados totalitarios como de la inmigración. También promueve las relaciones interculturales pacíficas entre distintos grupos y países.
Cuenta con programas de donación de medicamentos y programas de donación de sillas de ruedas, organizan caminatas en pos de la integración de personas con discapacidad, actividades para no videntes y para ancianos de la tercera edad.
La organización defiende los derechos humanos y apoya el derecho a la existencia de Israel, el único estado judío en el mundo.